# Formální derivace
V matematice, formální derivace označuje operaci nad prvky okruhu polynomů či okruhu mocninných řad, která se chová jako derivace z diferenciálního počtu. Ačkoli vypadají obdobně, výhodou formální derivace je, že nevyžaduje k definici limitní přechod, který ve většině okruhů nelze zavést. Mnoho vlastností derivací z diferenciálního počtu platí i pro formální derivace, některé naopak ani nedávají smysl. Základním použitím formálních derivací je oddělení kořenů polynomu různé násobnosti.

## Definice
Pro daný komutativní okruh R nechť A = R[x] je okruh polynomů nad R. Pak formální derivace je operace nad prvky okruhu A, kde pro
{\displaystyle f(x)\,=\sum _{i=0}^{n}a_{i}x^{i}}
je formální derivace
{\displaystyle f'(x)=\sum _{i=1}^{n}\sum _{j=1}^{i}a_{i}x^{i-1}=\sum _{i=1}^{n}ia_{i}x^{i-1},}
což přesně odpovídá vztahům pro polynomy nad reálnými či komplexními čísly.
(Běžně značíme součet {\displaystyle i} konstantních sčítanců {\displaystyle s} výrazem {\displaystyle i\cdot s}, v tomto případě uvádíme součet abychom předešli záměně s násobením v okruhu R.)

## Vlastnosti
Není těžké ověřit, že:
- Formální derivace je lineární: pro libovolné dva polynomy f(x), g(x) a prvky r, s okruhu R, platí

{\displaystyle (r\cdot f+s\cdot g)'(x)=r\cdot f'(x)+s\cdot g'(x).}
- Formální derivace splňuje pravidlo derivace součinu:

{\displaystyle (f\cdot g)'(x)=f'(x)\cdot g(x)+f(x)\cdot g'(x).}

### Důkazy
{\displaystyle (r\cdot f+s\cdot g)'(x)=(r\sum _{i}f_{i}x^{i}+s\sum _{i}g_{i}x^{i})'=(\sum _{i}(rf_{i}+sg_{i})x^{i})'=}
{\displaystyle =(\sum _{i}\sum _{j=1}^{i}(rf_{i}+sg_{i})x^{i-1})=r\sum _{i}f_{i}x^{i-1}+s\sum _{i}g_{i}x^{i-1}=r\cdot f'(x)+s\cdot g'(x).}
{\displaystyle (f\cdot g)'(x)=(\sum _{i}\sum _{j}f_{i}g_{j}x^{i+j})'=\sum _{i}\sum _{j}\sum _{k=1}^{i+j}f_{i}g_{j}x^{i+j-1}=}
{\displaystyle =\sum _{i}\sum _{j}(\sum _{k=1}^{i}f_{i}g_{j}x^{(i-1)+j}+\sum _{k=1}^{j}f_{i}g_{j}x^{i+(j-1)})=f'(x)\cdot g(x)+f(x)\cdot g'(x).}

## Vztah k derivaci z diferenciálního počtu
Pokud je okruh R komutativní, existuje alternativní ekvivalentní definice formální derivace, která mnohem víc připomíná definici z diferenciálního počtu. Prvek Y-X okruhu R[X,Y] dělí Yn – Xn pro libovolné nezáporné celé n, a proto dělí f(Y) – f(X) pro libovolný polynom f s jednou proměnnou. Pokud označíme výsledný podíl (v R[X,Y]) pomocí g:
{\displaystyle g(X,Y)={\frac {f(Y)-f(X)}{Y-X}},}
pak není těžké ověřit, že g(X,X) (v R[X]) dává stejnou definici jako formální derivace f definovaná výše.
Tato formulace formální derivace je použitelná i pro mocninné řady, (za předpokladu, že okruh R skalárů je komutativní).

### Definice použitelná i pro nekomutativní okruhy
Nechť pro {\displaystyle r\in R} je {\displaystyle r'=0,} nechť {\displaystyle x'=1.}
Dodefinujme derivaci pro výrazy tak, aby {\displaystyle (a+b)'=a'+b'} a {\displaystyle (a\cdot b)'=a'\cdot b+a\cdot b'.}
Je potřeba dokázat, že takto definovaná derivace dává stejné výsledky nezávisle na tom, jak spočteme daný výraz, tedy, že je kompatibilní se všemi axiomy rovnosti.
- {\displaystyle (a+b)'=a'+b'=b'+a'=(b+a)',}
- {\displaystyle ((a+b)+c)'=(a+b)'+c'=(a'+b')+c'=a'+(b'+c')=a'+(b+c)'=(a+(b+c))',}
- {\displaystyle (a(bc))'=a'(bc)+a(bc)'=a'bc+a(b'c+bc')=a'bc+ab'c+abc'=}

{\displaystyle =(a'b+ab')c+(ab)c'=(ab)'c+(ab)c'=((ab)c)',}
- {\displaystyle ((a+b)c)'=(a+b)'c+(a+b)c'=(a'+b')c+(a+b)c'=(a'c+b'c)+(ac'+bc')=}

{\displaystyle =\cdots =(a'c+(b'c+ac'))+bc'=(a'c+(ac'+b'c))+bc'=\cdots =(a'c+ac')+(b'c+bc')=}
{\displaystyle =(ac)'+(bc)'=(ac+bc)'}
a distributivita z druhé strany symetricky.
Linearita je při tomto přístupu samozřejmostí.
Vztah pro derivaci polynomu (ve standardním tvaru pro komutativní okruhy) je přímým důsledkem:
{\displaystyle (\sum _{i}a_{i}x^{i})'=\sum _{i}(a_{i}x^{i})'=\sum _{i}((a_{i})'x^{i}+a_{i}(x^{i})')=\sum _{i}(0x^{i}+a_{i}(\sum _{j=1}^{i}x^{j-1}(x')x^{i-j}))=\sum _{i}\sum _{j=1}^{i}a_{i}x^{i-1}.}

## Aplikace pro separaci podpolynomů různých násobností
Je-li polynom {\displaystyle p(x)} možno napsat ve tvaru {\displaystyle p(x)=\prod _{i=1}^{k}(p_{i}(x))^{i}}, kde polynomy {\displaystyle p_{i}} jsou nesoudělné. Pak je možno polynomy {\displaystyle p_{i}} postupně od posledního najít vícenásobným použitím největšího společného dělitele polynomu s jeho formální derivací (není potřeba aby polynomy byly nad reálnými či komplexními čísly).